# Place Jeanne-d'Arc (Paris)
Pour les articles homonymes, voir Place Jeanne-d'Arc.
La place Jeanne-d'Arc est située dans le quartier de la Gare du 13e arrondissement de Paris en France.

## Situation et accès
La place Jeanne-d'Arc est desservie à proximité par la ligne 6 à la station Nationale et la ligne 14 la station Olympiades.

## Origine du nom

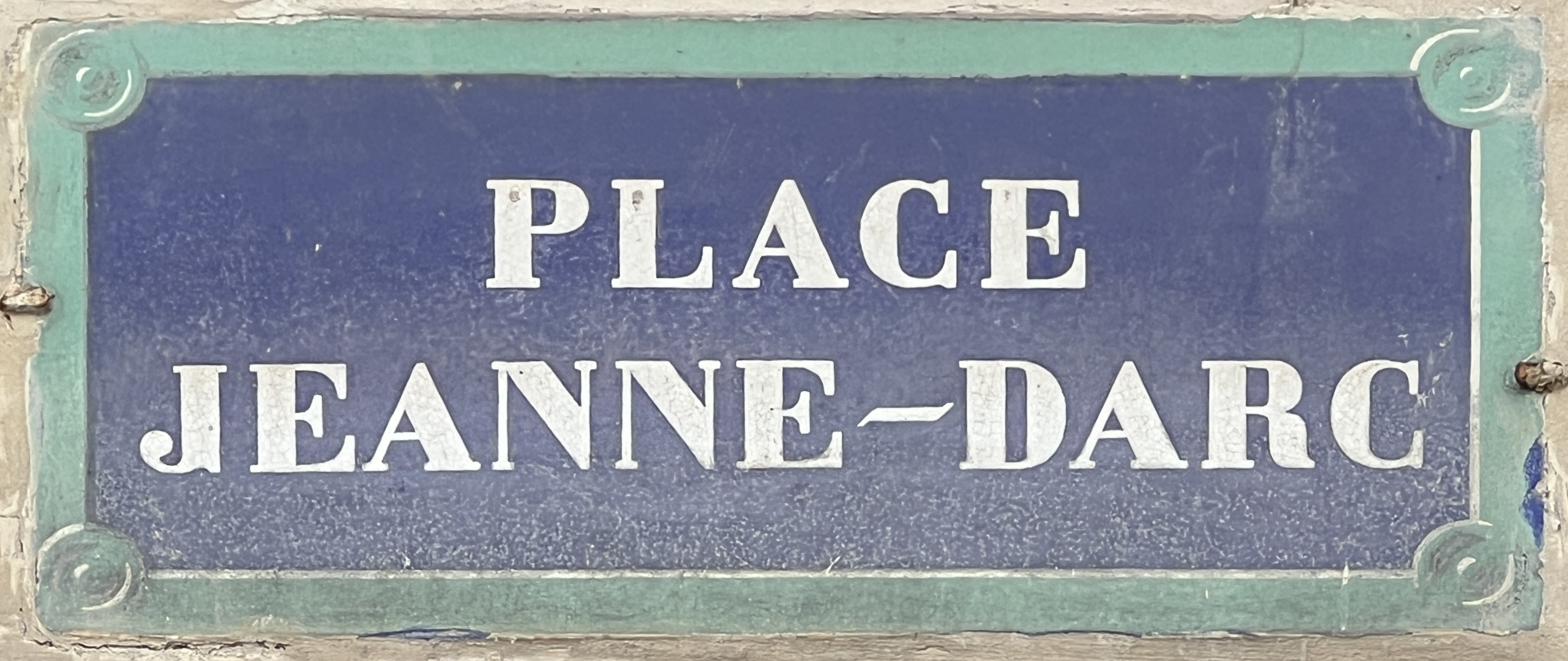
Plaque avec la graphie place Jeanne-Darc.

Cette place rend hommage à Jeanne d'Arc, héroïne de l'histoire de France, chef de guerre et sainte de l'Église catholique.
La Compagnie du chemin de fer de Paris à Orléans créée en 1838 souhaitait rendre hommage à une figure historique orléannaise et a choisi Jeanne d'Arc.

## Historique
La place est ouverte vers 1855 au moment de l'édification, à partir de 1847, de l'église Notre-Dame-de-la-Gare située en son milieu, et alors sur le territoire de la commune d'Ivry-sur-Seine. Elle est dénommée alors « place de l'Église ». En 1863, la ville de Paris réalise l'annexion des territoires environnants et l'année suivante renomme la place du nom de la « rue Jeanne-d'Arc » qui la traverse.

## Bâtiments remarquables et lieux de mémoire
- L'église Notre-Dame de la Gare.

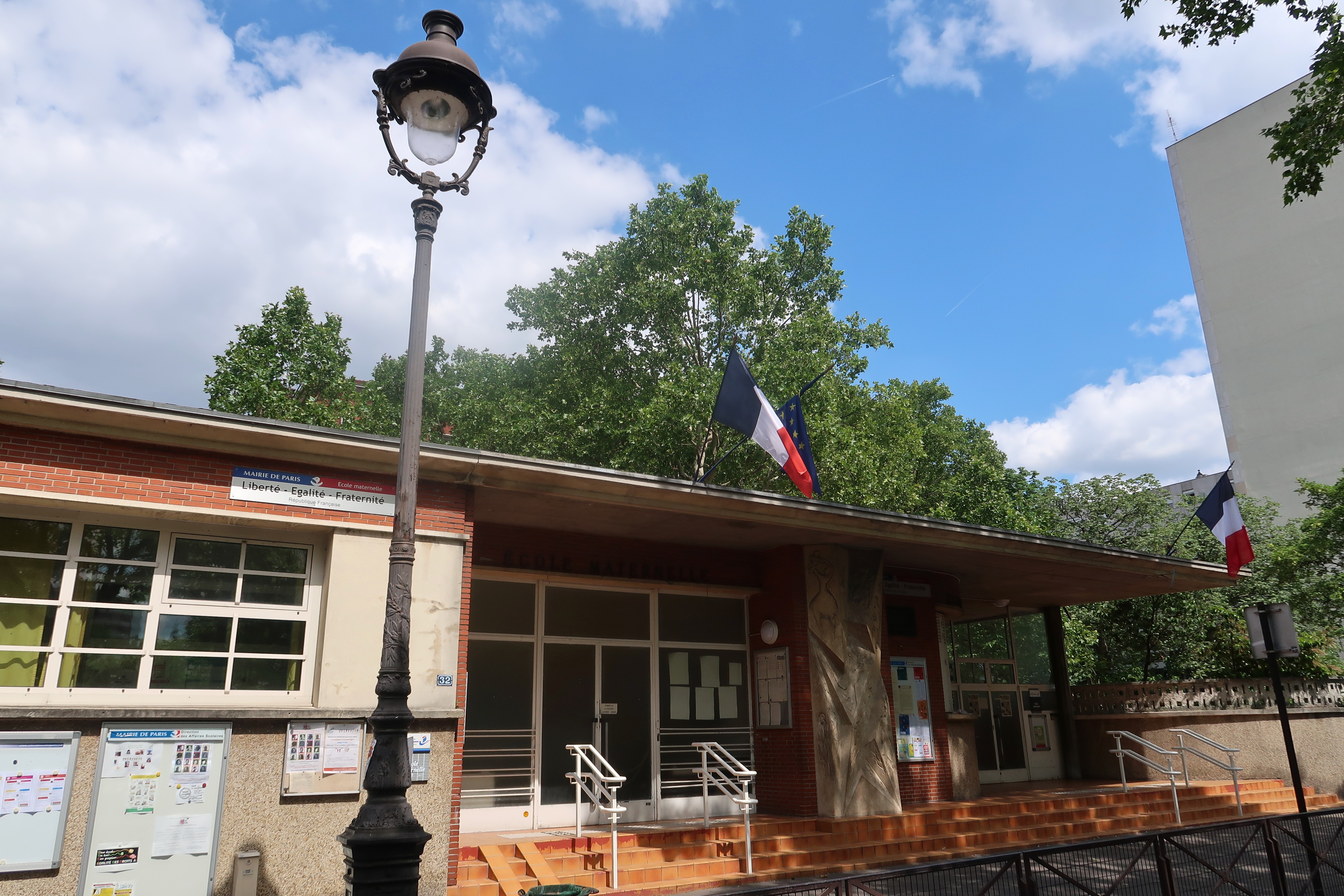
École Rouge au no 30.
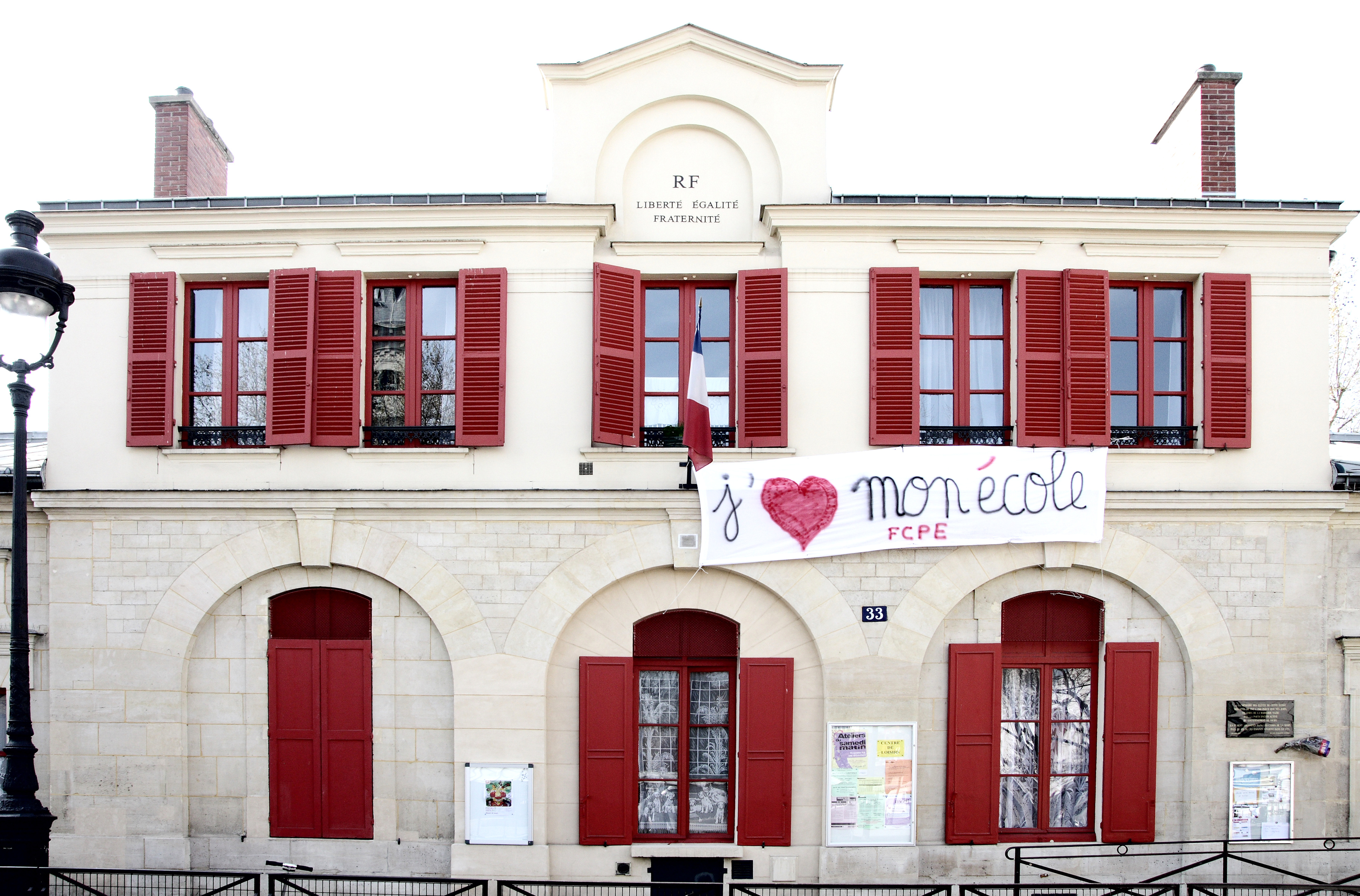
École Blanche au no 33.